# Masdevallia mataxa
Masdevallia mataxa är en orkidéart som beskrevs av Willibald Königer och H.Mend. Masdevallia mataxa ingår i släktet Masdevallia och familjen orkidéer. Inga underarter finns listade i Catalogue of Life.